# Rubicundiella forreri
Rubicundiella forreri är en stekelart som först beskrevs av Cameron 1885.  Rubicundiella forreri ingår i släktet Rubicundiella och familjen brokparasitsteklar. Inga underarter finns listade i Catalogue of Life.